# Književnost u 1846.
◄◄ | ◄ | 1843. | 1844. | 1845. | 1846.  | 1847. | 1848. | 1849. | ► | ►►
Arhitektura • Astronomija • Biologija • Fotografija • Glazba • Kazalište • Kemija • Kiparstvo • Knjige • Književnost • Kršćanstvo • Meteorologija • Medicina • Politika • Pravo • Promet • Slikarstvo • Šport • Znanost • Željeznički promet
Književnost u 1846.

## Svijet

### Književna djela
- Bijedni ljudi Fjodora Mihajloviča Dostojevskog

### Rođenja
- 5. svibnja – Henryk Sienkiewicz, poljski književnik († 1916.)

## Hrvatska i u Hrvata

### Književna djela
- Smrt Smail-age Čengića Ivana Mažuranića
- Pervenci Petra Preradovića

## Vanjske poveznice
|  | Zajednički poslužitelj ima još gradiva o temi Književnost u 1846. |